# Запесье
Запе́сье — деревня в Даниловском районе Ярославской области. Входит в Даниловское сельское поселение. 

## География
Находится в 22 км от Данилова, в 4 км от автомобильной дороги Череповец — Данилов, у реки Лунка. Единственная улица деревни — Залесная. 

## Население
| 2007 | 2010 |
| ---- | ---- |
| 0    | →0   |